# Sofiedal (Terslev Sogn)
 For alternative betydninger, se Sofiedal. (Se også artikler, som begynder med Sofiedal)
Sofiedal  er en lille herregård som er dannet i 1682 af Frederik Gabel. Gården er nu en avlsgård under Bregentved Gods. Sofiedal ligger i Terslev Sogn i Faxe Kommune. Sofiedal er på 272 hektar

## Ejere af Sofiedal
- (1682-1708) Frederik Christoffersen Gabel
- (1708-1718) Christian Carl Frederiksen Gabel
- (1718-1730) Frederik 4.
- (1730-1731) Christian 6.
- (1731-1740) Poul Vendelbo Løvenørn
- (1740) Frederik Poulsen de Løvenørn
- (1740-1746) Christian 6.
- (1746) Frederik 5.
- (1746-1792) Adam Gottlob Joachimsen lensgreve Moltke
- (1792-1818) Joachim Godske Adamsen lensgreve Moltke
- (1818-1864) August Adam Wilhelm lensgreve Moltke
- (1864-1875) Frederik Georg Julius lensgreve Moltke
- (1875-1936) Frederik Christian lensgreve Moltke
- (1936-1968) Christian Frederik Gustav lensgreve Moltke
- (1968-1989) Hans Hemming Joachim Christian lensgreve Moltke
- (1989-) Christian Georg Peter lensgreve Moltke